# Conferencia de Yalta
La conferencia de Yalta fue la reunión que mantuvieron antes de terminar la Segunda Guerra Mundial (del 4 al 11 de febrero de 1945) Iósif Stalin, Winston Churchill y Franklin D. Roosevelt, como jefes de Gobierno de la Unión Soviética, del Reino Unido y de Estados Unidos, y que tuvo lugar en el antiguo Palacio Imperial de Livadia, en Yalta (Crimea). Suele considerarse como el comienzo de la Guerra Fría.
Fue la continuación de la serie de encuentros que empezaron con la conferencia de Moscú de agosto de 1942, que tuvo lugar en el Kremlin, y que continuaron con la conferencia de Casablanca, del 14 al 24 de enero de 1943, la conferencia de El Cairo, del 22 al 26 de noviembre de 1943, y con la conferencia de Teherán, entre el 28 de noviembre y el 1 de diciembre de 1943, que tuvo lugar en la embajada de la URSS, en Irán.
Los acuerdos de Yalta fueron polémicos incluso antes del encuentro final en Potsdam. Tras la muerte de Roosevelt, Churchill y Stalin fueron acusados de no haber aceptado un control internacional sobre los países liberados por la URSS. Más aún, ningún otro Gobierno fue consultado o le fueron notificadas las decisiones tomadas allí.

## Antecedentes
Durante la Conferencia de Yalta, los aliados occidentales habían liberado toda Francia y Bélgica y luchaban en la frontera occidental de Alemania. En el este, las fuerzas soviéticas se encontraban a 65 km (40,4 mi) de Berlín, tras haber hecho retroceder a los alemanes de Polonia, Rumanía y Bulgaria. Ya no se trataba de la derrota alemana. La cuestión era la nueva configuración de la Europa de posguerra.
El líder francés, el general Charles de Gaulle, no fue invitado ni a la Conferencia de Yalta ni a la de Potsdam, un desaire diplomático que fue motivo de un profundo y duradero resentimiento. De Gaulle atribuyó su exclusión de Yalta al antiguo antagonismo personal hacia él por parte de Roosevelt, pero los soviéticos también se habían opuesto a su inclusión como participante de pleno derecho. Sin embargo, la ausencia de representación francesa en Yalta también significaba que cursar una invitación a De Gaulle para que asistiera a la Conferencia de Potsdam habría sido muy problemático, ya que se habría sentido obligado a insistir en que se reabrieran todas las cuestiones acordadas en Yalta en su ausencia.
La iniciativa de convocar una segunda conferencia de los «Tres Grandes» partió de Roosevelt, que esperaba una reunión antes de las elecciones presidenciales de Estados Unidos de noviembre de 1944, pero presionó para que se celebrara a principios de 1945 en un lugar neutral del Mediterráneo. Se sugirieron Malta, Chipre, Sicilia, Atenas y Jerusalén. Stalin, insistiendo en que sus médicos se oponían a cualquier viaje largo, rechazó esas opciones. En su lugar, propuso que se reunieran en el balneario de Yalta, en Crimea, a orillas del mar Negro. El miedo a volar de Stalin también fue un factor que contribuyó a la decisión.
Cada uno de los tres líderes tenía su propia agenda para la Alemania de posguerra y la Europa liberada. Roosevelt quería el apoyo soviético en la guerra del Pacífico contra el Japón, concretamente para la invasión planeada de Japón (Operación Tormenta de Agosto), así como la participación soviética en las Naciones Unidas. Churchill presionó a favor de elecciones libres y gobiernos democráticos en Europa Central y Oriental, concretamente en Polonia. Stalin exigía una esfera de influencia política soviética en Europa Central y Oriental como aspecto esencial de la estrategia de seguridad nacional de los soviéticos, y consideraba que su posición en la conferencia era tan fuerte que podía dictar las condiciones. Según el miembro de la delegación estadounidense y futuro Secretario de Estado James F. Byrnes, «no se trataba de lo que dejaríamos hacer a los rusos, sino de lo que podríamos conseguir que hicieran».
Polonia era el primer punto de la agenda soviética. Stalin declaró: «Para el gobierno soviético, la cuestión de Polonia era una cuestión de honor» y de seguridad porque Polonia había servido de corredor histórico para las fuerzas que intentaban invadir Rusia. Además, Stalin declaró respecto a la historia que «debido a que los rusos habían pecado enormemente contra Polonia», «el gobierno soviético intentaba expiar esos pecados». Stalin concluyó que «Polonia debe ser fuerte» y que «la Unión Soviética está interesada en la creación de una Polonia poderosa, libre e independiente». En consecuencia, Stalin estipuló que las demandas del gobierno polaco en el exilio no eran negociables, y que los soviéticos conservarían el territorio del este de Polonia que se habían anexado en 1939, y que Polonia sería compensada por ello ampliando sus fronteras occidentales a expensas de Alemania.
Roosevelt quería que los soviéticos entraran en la guerra del Pacífico contra Japón con los Aliados, con lo que esperaba acabar antes la guerra y reducir las bajas estadounidenses.
Una precondición soviética para una declaración de guerra contra Japón era un reconocimiento oficial americano de la independencia mongola de China (la República Popular Mongola había sido un estado satélite soviético desde 1924 hasta la Segunda Guerra Mundial). Los soviéticos también querían el reconocimiento de los intereses soviéticos en el Ferrocarril Oriental Chino y Port Arthur, pero sin pedir a los chinos que los arrendaran.
Los soviéticos querían la devolución de la Sajalín Sur, que había sido arrebatada a Rusia por Japón en la guerra ruso-japonesa de 1905, y la cesión de las Islas Kuriles por parte de Japón, ambas cosas aprobadas por Truman. A cambio, Stalin se comprometió a que la Unión Soviética entraría en la guerra del Pacífico tres meses después de la derrota de Alemania.
El destino de Corea no se menciona en las actas de demandas y concesiones de Yalta. Sin embargo, varios documentos desclasificados revelaron más tarde que el 8 de febrero, mientras Churchill no estaba presente, Roosevelt y Stalin discutieron en secreto sobre la península. Roosevelt planteó la idea de poner Corea bajo administración fiduciaria dividida entre los soviéticos, los estadounidenses y los chinos durante un periodo de 20 a 30 años. Se mostró reacio a invitar a los británicos al fideicomiso, pero Stalin respondió que los británicos «se sentirían ofendidos con toda seguridad». De hecho, el primer ministro podría «matarnos». Roosevelt se mostró de acuerdo. Stalin sugirió que la administración fiduciaria fuera lo más breve posible. Ambos acordaron rápidamente que sus tropas no debían estacionarse en Corea. No se volvió a hablar de Corea en toda la conferencia.
Además, los soviéticos aceptaron unirse a las Naciones Unidas gracias a un acuerdo secreto sobre una fórmula de votación con poder de veto para miembros permanentes del Consejo de Seguridad, que garantizaba que cada país pudiera bloquear decisiones no deseadas.
El ejército soviético había ocupado Polonia por completo y mantenía gran parte de Europa del Este con un poder militar tres veces superior al de las fuerzas aliadas en Occidente. La Declaración de la Europa Liberada hizo poco por disipar los acuerdos sobre la esfera de influencia, que se habían incorporado a los acuerdos de armisticio.
Los tres líderes ratificaron el acuerdo de la Comisión Consultiva Europea por el que se establecían los límites de las zonas de ocupación de posguerra para Alemania con tres zonas de ocupación, una para cada uno de los tres principales Aliados. También acordaron conceder a Francia una zona de ocupación separada de las zonas de Estados Unidos y el Reino Unido, pero De Gaulle mantuvo el principio de negarse a aceptar que la zona francesa quedara definida por fronteras establecidas en su ausencia. Así pues, ordenó a las fuerzas francesas que ocuparan Stuttgart, además de las tierras acordadas anteriormente como parte de la zona de ocupación francesa. Sólo se retiró cuando se vio amenazado con la suspensión de suministros económicos estadounidenses esenciales. Churchill argumentó entonces en Yalta que los franceses también debían ser miembros de pleno derecho del Consejo de Control Aliado propuesto para Alemania. Stalin se resistió a ello hasta que Roosevelt respaldó la postura de Churchill, pero Stalin aún se mantuvo inflexible en que los franceses no debían ser admitidos como miembros de pleno derecho de la Comisión Aliada de Reparaciones que se establecería en Moscú y sólo cedió en la Conferencia de Potsdam.
Además, los Tres Grandes acordaron que todos los gobiernos originales serían restaurados en los países invadidos, con las excepciones de Rumanía y Bulgaria, y Polonia, cuyo gobierno en el exilio también fue excluido por Stalin, y que todos sus civiles serían repatriados.

## Decisiones de la conferencia
El acuerdo oficial estipulaba:
- La declaración de la Europa liberada, es decir, que ya no necesitaban seguir en estado de guerra, permitiendo elecciones democráticas en todos los territorios liberados.
- Una conferencia en abril en San Francisco para organizar las Naciones Unidas (Conferencia de San Francisco). Se concibió la idea de un Consejo de Seguridad para la ONU, y se acordó que la RSS de Ucrania y RSS de Bielorrusia tuvieran escaños independientes en la ONU.
- La cuestión de los crímenes de guerra quedó pospuesta.
- Las decisiones sobre las fronteras de Italia con Yugoslavia y Austria se pospusieron, así como las concernientes a las relaciones entre Yugoslavia y Bulgaria y otros temas.

### Respecto a Alemania
- El desarme, desmilitarización y partición de Alemania, que fue vista por las tres potencias como un «requisito para la futura paz y seguridad». Así, a diferencia de lo ocurrido tras el fin de la Primera Guerra Mundial, Alemania no mantendría un gobierno nativo sino que se dividiría en cuatro "zonas de ocupación", una para cada aliado, que concentraría la autoridad civil y militar.
- Indemnizaciones a pagar por Alemania por las «pérdidas que ha causado a las naciones aliadas en el curso de la guerra». Estas indemnizaciones podían salir de la riqueza nacional (maquinaria, barcos, participaciones en empresas alemanas, etc.), el suministro de bienes por un período a determinar, o el uso de mano de obra alemana. Estadounidenses y soviéticos acordaron una cifra de veinte mil millones de dólares de indemnización, mientras que los británicos no creyeron posible llegar a una cifra definitiva.
- Se estableció que la "zona de ocupación en Alemania" otorgada a la Unión Soviética comprendería casi un tercio del país con las regiones de Turingia, Sajonia, Mecklemburgo, Brandeburgo y Antepomerania, incluyendo Berlín y sus alrededores.
- Se acordó trasladar, entre otros, a los alemanes de Polonia, Hungría y Checoslovaquia a los terrenos de Alemania Occidental.

La eventual partición de Alemania en zonas de ocupación aliada:      Zona británica      Zona francesa (dos enclaves) y a partir de 1947, el Protectorado del Sarre      Zona estadounidense      Zona soviética, más tarde la RDA      Territorio polaco y soviético anexado
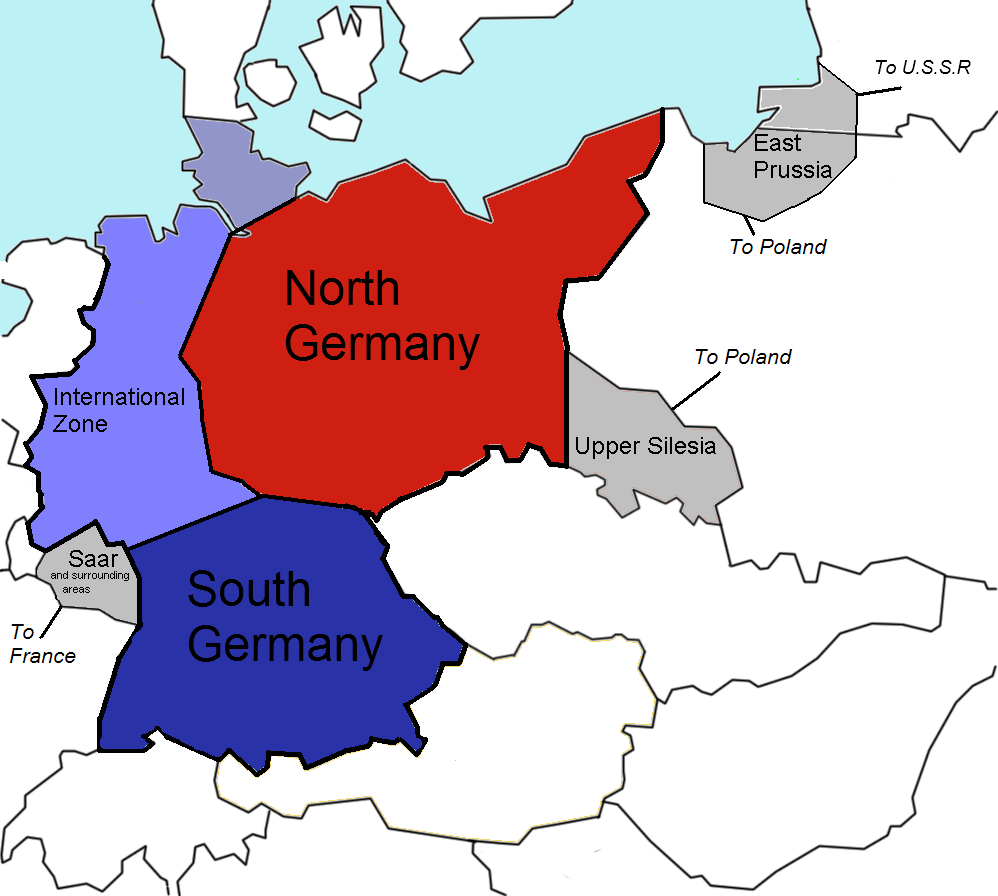
Plan Morgenthau:      Estado de Alemania del norte      Estado de Alemania del sur      Zona internacional      Territorio perdido de Alemania (Sarre a Francia, Alta Silesia a Polonia, Prusia Oriental, dividida entre Polonia y la Unión Soviética)

Respecto al futuro de Alemania, la conferencia fue extremadamente ambigua. Los aliados solo se comprometían a los citados desarme, desmilitarización y división, permitiendo así futuros cambios y dando vía libre para que cada una de las partes lo interpretara a su gusto. Sin embargo, Alemania fue dividida en cuatro sectores, uno para cada aliado, para evitar un nuevo resurgir del movimiento nazi. En Alemania bajo el consejo aliado nació el nuevo organismo de Naciones Unidas que reemplazaría a la antigua SDN (Sociedad de las Naciones), la actual Organización de las Naciones Unidas (ONU).

### Respecto a Polonia
- Se acordó que Polonia tuviera un "Gobierno Provisional de Unidad Nacional", el cual prepararía las "elecciones libres tan pronto como fuera posible, basándose en el sufragio universal y el voto secreto". (Sin embargo, el resultado de las elecciones fue fraguado.)
- Polonia perdió sus tierras orientales a favor de la Unión Soviética.[22]
- Se acordó recompensar a Polonia con las tierras que durante siglos habían sido alemanas: la región de Lebus, la parte occidental de Pomerania, Prusia Oriental, Silesia, así como la ciudad libre de Dánzig.
- Se cedió a la Unión Soviética el control sobre Polonia.

### Respecto a Yugoslavia
- En Yugoslavia se llevaría a cabo un acuerdo que uniera los Gobiernos monárquico y comunista.

### Respecto a Japón
- La URSS se comprometía a intervenir en la guerra con Japón antes de tres meses tras la rendición alemana. A cambio, se le daría la isla de Sajalín y las islas Kuriles, así como varios privilegios.[23][24]

## Desarrollo

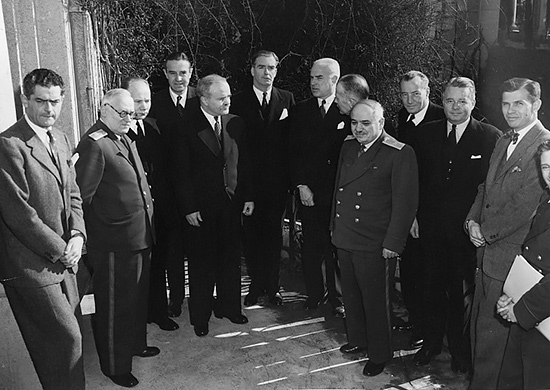
Diplomáticos soviéticos, estadounidenses y británicos durante la conferencia de Yalta

El presidente estadounidense Franklin D. Roosevelt había parlamentado previamente con el primer ministro británico sir Winston Churchill en La Valeta. Roosevelt llegó a Malta el 2 de febrero de 1945, a bordo del USS Quincy (CA-71). Tanto Churchill como su ministro de Asuntos Exteriores Anthony Eden intentaron discutir su postura política frente a Stalin en Yalta, pero se vieron frustrados en sus intentos. Eden escribió esa noche en su diario:

Fue imposible siquiera iniciar la discusión de los negocios. ...vamos a una conferencia decisiva y hasta ahora ninguno ha acordado qué vamos a discutir o cómo vamos a manejar los temas con un Oso (Stalin), que sin duda alguna sabe qué tiene en mente.
Anthony Eden

Tanto Churchill como Roosevelt viajaron a Yalta en un C-54 Skymaster. Esta era la primera vez que Roosevelt viajaba en avión y en esa ocasión utilizó un C-54 remodelado especialmente para su uso. Este aparato, finalmente bautizado como "la vaca sagrada", fue el primer antecesor de los actuales Air Force One. Setecientas personas acompañaron a los líderes occidentales, a bordo de veinte Skymasters y cinco Avro Yorks. Los aviones debían seguir una ruta larga hasta Crimea, para evitar Creta, ocupada por los alemanes. Un vuelo de prueba realizado días antes había aterrizado en la URSS con impactos de artillería antiaérea. Se desconoce si los mismos fueron causados por soldados turcos confundidos o si el avión sobrevoló cerca de Creta.

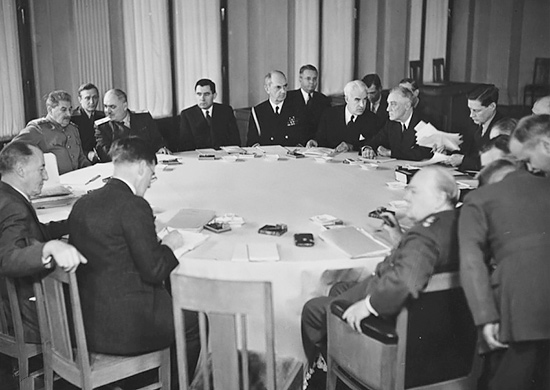
Líderes de los Tres Grandes en la mesa de negociaciones de la conferencia de Yalta

Roosevelt y Churchill fueron recibidos en Crimea por el comisario de Relaciones Exteriores Viacheslav Mólotov, el embajador estadounidense Averell Harriman y el secretario de Estado Edward Stettinius, Jr. Roosevelt se hospedó en el palacio de Livadia. Este palacio había sido saqueado por los alemanes durante la guerra y los soviéticos lo tuvieron que remodelar recurriendo a muebles y pinturas del Hotel Metropol en Moscú. Stalin se hospedó en el palacio de Yusúpov y Churchill en el Palacio Vorontsov.
El 4 de febrero por la mañana, Roosevelt se reunió primero con sus jefes militares, como preparación para la Conferencia. También se reunió con oficiales del Departamento de Estado, entre los que se encontraba Alger Hiss. Al iniciarse la Guerra Fría, Hiss fue acusado y condenado de ser un espía soviético. Asimismo fue acusado de haber convencido a Roosevelt de que hiciera las concesiones solicitadas por Stalin en Yalta, pero no existe evidencia de esto. Estos oficiales determinaron que los principales puntos a tratar por los Estados Unidos serían:
1. El futuro de Polonia y la negativa al reconocimiento del Gobierno comunista de Lublin
2. La creación de las Naciones Unidas
3. El futuro de Alemania
4. El mejoramiento de las relaciones entre el Kuomintang y el Partido Comunista de China

Stalin llegó esa mañana a Crimea en tren y visitó primero a Churchill, a quien expresó su convencimiento en la derrota alemana, afianzada al saber que Hitler había destituido a varios generales de renombre. Luego, acompañado por Mólotov, visitó a Roosevelt, quien le expresó su indignación al observar el grado de destrucción causado por la guerra en Crimea. El presidente estadounidense expresó:

Espero que propongas de nuevo un brindis por la ejecución de cincuenta mil oficiales del Ejército alemán.
Franklin D. Roosevelt hacia Stalin.

Roosevelt hacía referencia a un brindis hecho por Stalin durante la conferencia de Teherán, en presencia suya y de Churchill. Este último había abandonado la sala en señal de indignación, pero Stalin se apresuró a decir que estaba bromeando. En Yalta, Stalin respondió que la destrucción de Crimea era nada comparada con la de Ucrania.
Stalin y Roosevelt también hablaron sobre el papel de Francia en la guerra y la postguerra. Stalin calificó a Charles de Gaulle de ser una persona "poco realista", ya que demandaba derechos iguales a la Unión Soviética, los Estados Unidos y el Reino Unido, considerando que, según Stalin, Francia había hecho muy poco en la guerra. A Roosevelt tampoco le agradaba De Gaulle y para entretener al líder soviético, le confesó que en la conferencia de El Cairo, el general francés se había comparado con Juana de Arco. Stalin respondió informándole que De Gaulle planeaba colocar permanentemente tropas en el río Rin. Roosevelt y Stalin acordaron dar a Francia una zona de ocupación, pero solamente por "amabilidad".

### Primera plenaria

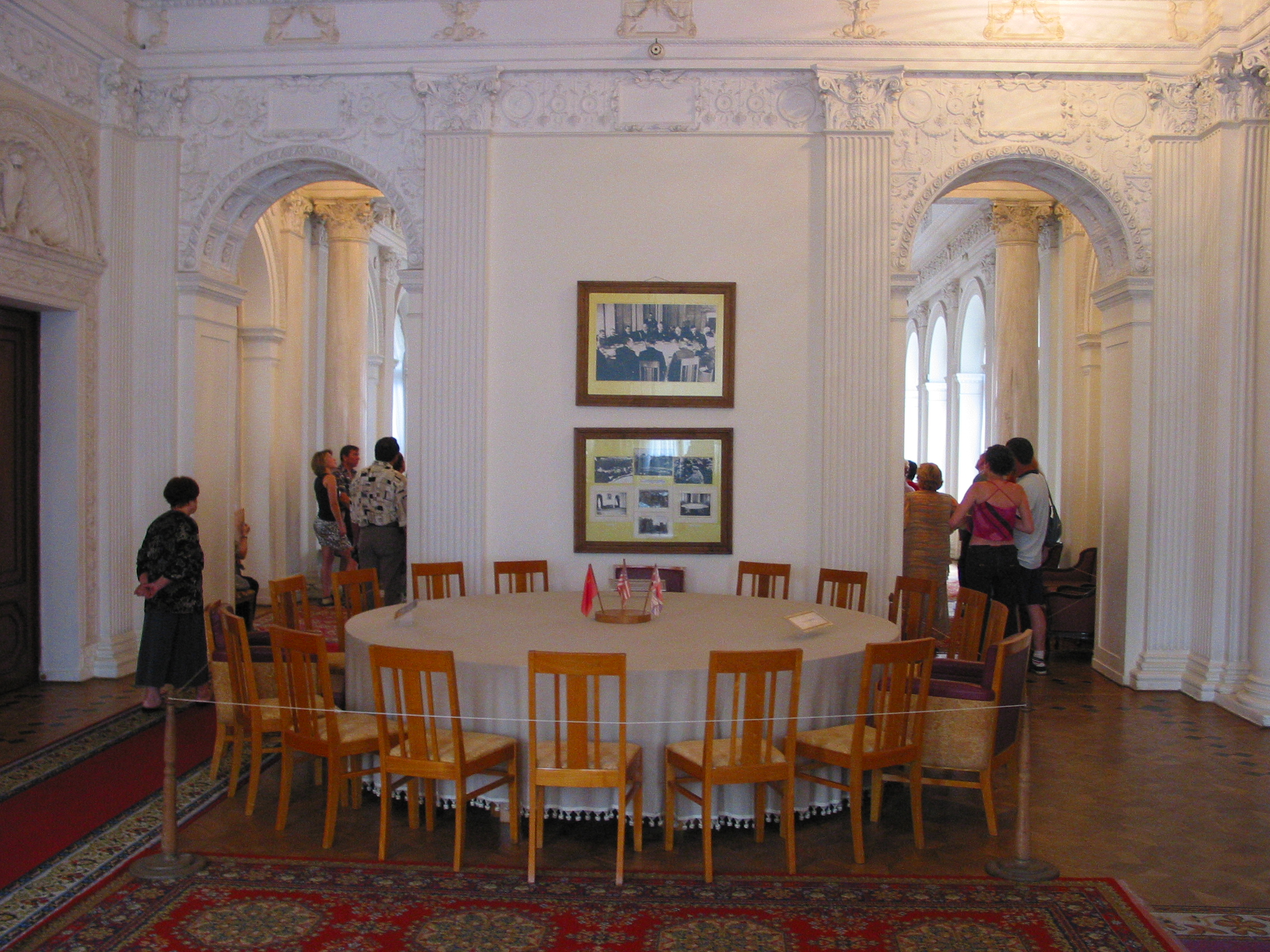
Mesa de la conferencia de Yalta en el Palacio de Livadia (Rusia).

A las 5.00 p. m. se inició conferencia de Yalta en el palacio de Livadia. En total, diez soviéticos, diez estadounidenses y ocho británicos se sentaron a la mesa de conferencias. Entre los presentes destacaban Stalin, Mólotov, Churchill, Eden, Brooke, Roosevelt, Stettinius y Marshall. Un poco antes de las 7.00 p. m. la reunión terminó, y Eden registró en su diario que el ambiente había sido "de cooperatividad". Este ambiente se mantuvo en la noche y los "tres grandes" participaron en una cena donde comieron caviar con pollo frito al estilo sureño. Churchill y Roosevelt bromearon con Stalin, informándole que a sus espaldas lo llamaban "Tío Joe" ("Uncle Joe"), y Mólotov respondió afirmando que sus servicios de inteligencia le habían comunicado esto hacía dos años. Stalin aprovechó la oportunidad para dar el primer vistazo al "asunto polaco" al declarar:

Jamás accederé a subyugar cualquier acción de cualquiera de las grandes potencias al juicio de las pequeñas potencias.
Stalin

Roosevelt fue más directo y respondió que la solución de estos problemas no era tan sencilla y que los polacos estadounidenses estaban muy interesados en el destino de Polonia. Stalin replicó minimizando la importancia polaca en las elecciones estadounidenses. Por su parte, Churchill declaró:

El águila debe permitir a las pequeñas aves cantar, sin importarle qué canten.
Winston Churchill

Aunque Stalin y Roosevelt abandonaron la cena poco antes de la medianoche de buen humor, Eden consideró que ésta había sido "terrible", y calificó de "siniestro" el modo en que Stalin veía a las pequeñas naciones. El ánimo de Eden empeoró cuando Churchill le comunicó que había decidido dar el derecho al voto en las Naciones Unidas a la RSS de Ucrania y la RSS de Bielorrusia.

### Segunda plenaria

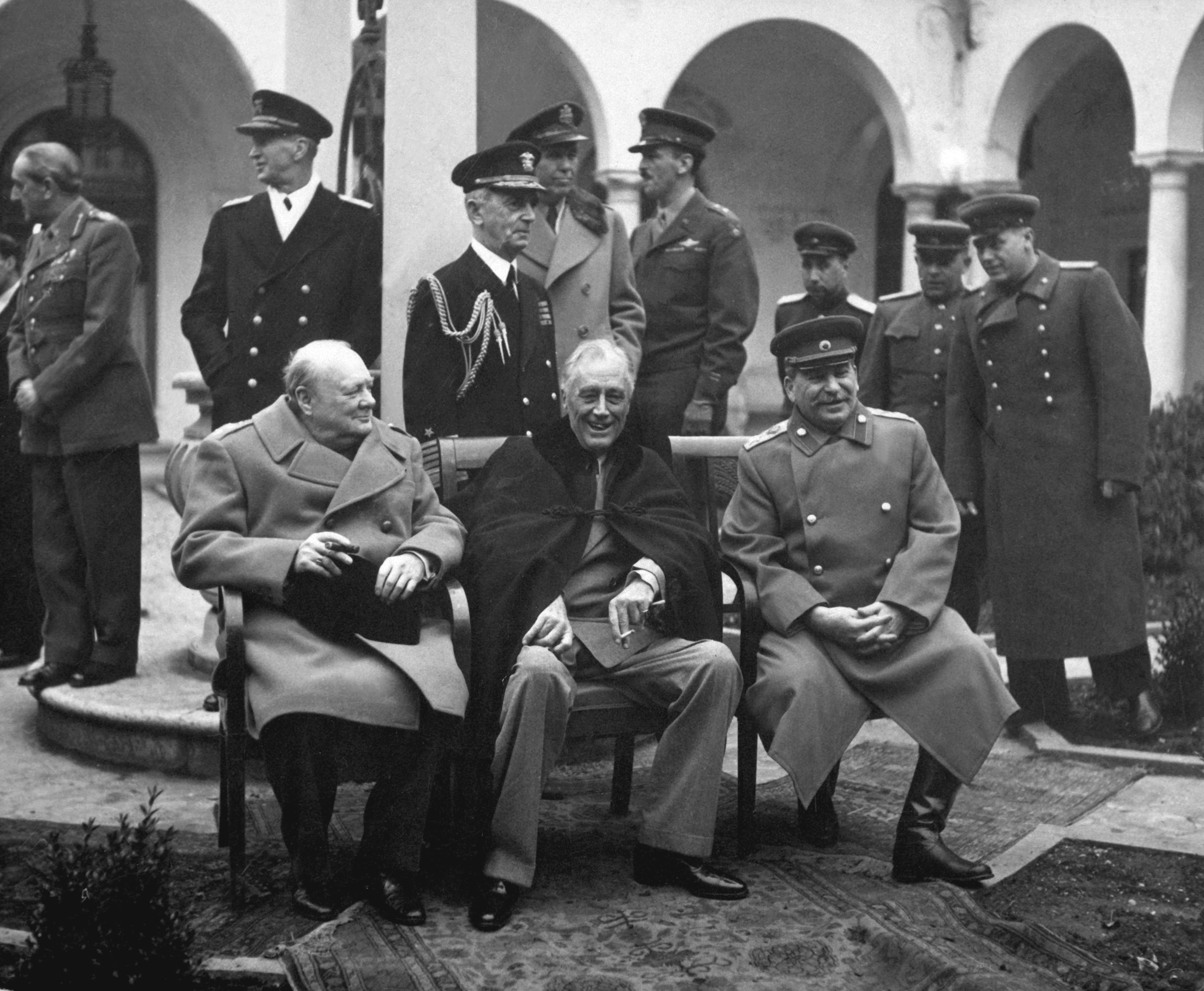
Una imagen más informal de los Tres Grandes en Yalta.

La segunda plenaria de la conferencia se inició al final de la tarde del segundo día. En esta ocasión Roosevelt estaba acompañado por su asesor Harry Hopkins, quien sufrió de dolor durante la reunión debido a la hemocromatosis que padecía.
El tratamiento de Alemania en la posguerra fue el primer punto a tratar; una comisión conjunta de las tres principales naciones aliadas ya había establecido las áreas de ocupación, pero Roosevelt no estaba conforme con la región suroriental que le había sido asignada a Estados Unidos. Stalin llevó el tema más lejos, solicitando definir definitivamente el desmembramiento de Alemania. Churchill se opuso de inmediato, pues quería esperar hasta que finalizara la guerra, ya que, al igual que el general Dwight D. Eisenhower, quería evitar que los alemanes conocieran el plan de desmembramiento de Alemania, por temor a que redoblaran sus esfuerzos. Por su parte, Roosevelt sugirió dividir la nación germana en "cinco o siete Estados". 
Luego se discutió la zona de ocupación francesa. Churchill estaba dispuesto a entregarles a los franceses parte de la zona de ocupación británica, ya que tenía especial interés de formar una poderosa barrera contra el comunismo soviético en el occidente de Alemania. Stalin se negó a permitirles tener una, adivinando las intenciones británicas. Roosevelt sugirió ofrecerle a Francia la zona, pero negarle la entrada al órgano de control de Alemania. Luego de que Roosevelt anunciara descuidadamente que sus tropas abandonarían Europa en dos años, Stalin aceptó rápidamente la propuesta del presidente estadounidense.
Después se pasó al tema de las indemnizaciones de guerra que debía pagar Alemania. Los soviéticos reclamaron el pago de 10 000 millones de dólares estadounidenses, pero Churchill se negó alegando que las altas indemnizaciones pagadas por Alemania en la Primera Guerra Mundial trajeron nefastas consecuencias. Además, resaltó que esto generaría hambruna en Alemania. Roosevelt sugirió dejar suficiente industria a Alemania para que pudiera autoabastecerse, sin llegar a adquirir un nivel de desarrollo superior al soviético.

### Tercera plenaria
El primer tema tratado en el tercer día de la Conferencia fue la organización de las Naciones Unidas. Churchill expresó sus deseos de que las tres naciones presentes realizaran "una orgullosa submisión a las comunidades del mundo", de manera que no pareciese que estuviesen buscando el dominio del mundo. Stalin respondió sarcásticamente:

No conozco una gran nación que esté intentando ser amo del mundo. Tal vez estoy equivocado y no puedo verlo todo.
Stalin

Luego de esta declaración, Stalin opinó que las Naciones Unidas deberían ser organizadas de manera tal que fuese muy difícil a cualquier potencia obtener el dominio mundial. Aclaró también que el mayor peligro sería que las tres grandes potencias tuvieran conflictos entre sí. Roosevelt aprovechó esta oportunidad para tratar el tema polaco. Churchill expresó su deseo de que la nueva Polonia fuese un Estado libre e independiente y sugirió definir de inmediato un Gobierno provisional polaco y la realización de elecciones libres.
Luego de un descanso de diez minutos, Stalin replicó que para garantizar la seguridad del Estado soviético, no podía aceptar una frontera más al este que la definida en la línea Curzon. Respecto al Gobierno polaco, declaró:

Todos dicen que soy un dictador, pero tengo suficiente sentimiento democrático para no establecer un Gobierno polaco sin polacos.
Stalin

Churchill respondió que el Gobierno comunista polaco establecido por los soviéticos no representaba ni siquiera a la tercera parte de los polacos. Después de este comentario, la plenaria finalizó. Sin embargo, Roosevelt escribió una carta a Stalin tratando de nuevo el asunto polaco. En ella, expresó su negativa a reconocer el Gobierno polaco comunista y solicitó traer de inmediato a los representantes de este último a Yalta, así como a los representantes del Gobierno polaco en el exilio.